# Östersta höga
Östersta höga är ett skär i Åland (Finland). Det ligger i Skärgårdshavet och i kommunen Kumlinge i landskapet Åland, i den sydvästra delen av landet. Ön ligger omkring 55 kilometer nordöst om Mariehamn och omkring 240 kilometer väster om Helsingfors.
Öns area är 3 hektar och dess största längd är 290 meter i nord-sydlig riktning. Runt Östersta höga är det mycket glesbefolkat, med 5 invånare per kvadratkilometer..